# Municipio de Cove City
El municipio de Cove City (en inglés: Cove City Township) es un municipio ubicado en el condado de Crawford en el estado estadounidense de Arkansas. En el año 2010 tenía una población de 219 habitantes y una densidad poblacional de 3,09 personas por km².

## Geografía
El municipio de Cove City se encuentra ubicado en las coordenadas 35°42′16″N 94°19′49″O / 35.70444, -94.33028. Según la Oficina del Censo de los Estados Unidos, el municipio tiene una superficie total de 70.98 km², de la cual 70,98 km² corresponden a tierra firme y (0 %) 0 km² es agua.

## Demografía
Según el censo de 2010, había 219 personas residiendo en el municipio de Cove City. La densidad de población era de 3,09 hab./km². De los 219 habitantes, el municipio de Cove City estaba compuesto por el 85,84 % blancos, el 5,02 % eran amerindios, el 0,91 % eran asiáticos, el 0,91 % eran de otras razas y el 7,31 % eran de una mezcla de razas. Del total de la población el 0,91 % eran hispanos o latinos de cualquier raza.